# Berezowyj Hrud
Berezowyj Hrud (ukr. Березовий Груд, hist. pol. Berezowy Grud) – wieś na Ukrainie, w obwodzie żytomierskim, w rejonie korosteńskim, w hromadzie Łuhyny. W 2001 liczyła 177 mieszkańców, spośród których 173 wskazało jako ojczysty język ukraiński, 3 rosyjski, a 1 białoruski.